# MTV Europe Music Awards 2012
19-я церемония MTV Europe Music Awards прошла 11 ноября 2012 в «Festhalle» во Франкфурте (Германия). Ведущей церемонии была немецкая супермодель Хайди Клум. Кандидатов объявили 17 сентября 2012 года. MTV EMA 2012 стала 5-й церемонией проходившей в Германии и 2-й проходившей во Франкфурте (первая MTV EMA во Франкфурте состоялась в 2001 году). Открывала церемонию певица Рита Ора, исполнившая свой хит R.I.P. Также на церемонии выступили такие звезды как: Карли Рэй Джепсен, Сай, No Doubt, Тейлор Свифт, Muse и другие. Джастин Бибер и Тейлор Свифт стали лидерами по числу наград (по три).

## Выступления
- Rita Ora — R.I.P.
- Fun — We Are Young
- Carly Rae Jepsen — Call Me Maybe
- Alicia Keys — New Day / Girl on Fire
- No Doubt — Looking Hot
- The Killers — Runaways
- PSY — Gangnam Style
- Muse — Madness
- Pitbull — Don’t Stop the Party
- Taylor Swift — We Are Never Ever Getting Back Together

## Номинанты

### Лучший международный артист
- Han Geng
- Ahmed Soultan
- Restart
- Дима Билан
- Rihanna

### Лучший певец
- Flo Rida
- Jay-Z
- Justin Bieber
- Kanye West
- Pitbull

### Лучшая певица
- Katy Perry
- Nicki Minaj
- P!nk
- Rihanna
- Taylor Swift

### Лучшая песня
- Carly Rae Jepsen — «Call Me Maybe»
- Fun feat. Janelle Monáe — «We Are Young»
- Gotye feat. Kimbra — «Somebody That I Used To Know»
- Pitbull feat. Chris Brown — «International Love»
- Rihanna feat. Calvin Harris — «We Found Love»

### Лучший клип
- Katy Perry — «Wide Awake»
- Lady Gaga — «Marry the Night»
- M.I.A. — «Bad Girls»
- PSY — «Gangnam Style»
- Rihanna feat. Calvin Harris — «We Found Love»

### Лучший поп-артист
- Justin Bieber
- Katy Perry
- No Doubt
- Rihanna
- Taylor Swift

### Лучшая рок-группа
- Coldplay
- Green Day
- The Killers
- Linkin Park
- Muse

### Лучший альтернативный артист
- Arctic Monkeys
- The Black Keys
- Florence + the Machine
- Jack White
- Lana Del Rey

### Лучший хип-хоп артист
- Drake
- Jay-Z & Kanye West
- Nas
- Nicki Minaj
- Rick Ross

### Лучшее живое выступление
- Green Day
- Jay-Z & Kanye West
- Lady Gaga
- Muse
- Taylor Swift

### Лучший новый артист
- Carly Rae Jepsen
- Fun
- Lana Del Rey
- One Direction
- Rita Ora

### Прорыв года
- Carly Rae Jepsen
- Conor Maynard
- Foster The People
- Fun
- Gotye
- Lana Del Rey
- Mac Miller
- Michael Kiwanuka
- Of Monsters and Men
- Rebecca Ferguson
- Rita Ora

### Лучшее выступление в рамках «MTV World Stage»
- Arcade Fire
- Arctic Monkeys
- B.o.B
- Evanescence
- Flo Rida
- Jason Derulo
- Joe Jonas
- Justin Bieber
- Kasabian
- Ke$ha
- LMFAO
- Maroon 5
- Nelly Furtado
- Red Hot Chili Peppers
- Sean Paul
- Snoop Dogg
- Snow Patrol
- Taylor Swift

### Лучшие фанаты
- Justin Bieber
- Katy Perry
- Lady Gaga
- One Direction
- Rihanna

### Лучший образ
- ASAP Rocky
- Jack White
- Nicki Minaj
- Rihanna
- Taylor Swift

### Лучший танцевальный исполнитель
- Avicii
- Calvin Harris
- David Guetta
- Skrillex
- Swedish House Mafia

## Региональные награды

### Лучший артист Великобритании и Ирландии
- Conor Maynard
- / One Direction
- Jessie J
- Ed Sheeran
- Rita Ora

### Лучший датский артист
- Aura Dione
- L.O.C.
- Medina
- Nik & Jay
- Rasmus Seebach

### Лучший финский артист
- Cheek
- Chisu
- Elokuu
- PMMP
- Robin

### Лучший норвежский артист
- Donkeyboy
- Erik & Kriss
- Madcon
- Karpe Diem
- Sirkus Eliasson

### Лучший шведский артист
- Alina Devecerski
- Avicii
- Laleh
- Loreen
- Panetoz

### Лучший итальянский артист
- Cesare Cremonini
- Club Dogo
- Emis Killa
- Giorgia
- Marracash

### Лучший немецкий артист
- Cro
- Kraftklub
- Seeed
- Tim Bendzko
- Udo Lidenberg

### Лучший голландский артист
- Afrojack
- Chef Special
- Eva Simons
- Gers Pardoel
- Tiësto

### Лучший бельгийский артист
- Deus
- Milow
- Netsky
- Selah Sue
- Triggerfinger

### Лучший французский артист
- Irma
- Orelsan
- Sexion D’Assaut
- Shaka Ponk
- Tal

### Лучший польский артист
- Monika Brodka
- Iza Lach
- Mrozu
- Pezet
- The Stubs

### Лучший испанский артист
- Corizonas
- Iván Ferreiro
- Love of Lesbian
- Supersubmarina
- The Zombie Kids

### Лучший российский артист
- Дима Билан
- Каста
- Нервы
- Serebro
- Жанна Фриске

### Лучший румынский артист
- CRBL
- Grassu XXL
- Guess Who
- Maximilian
- Vunk

### Лучший португальский артист
- Amor Electro
- Aurea
- Klepht
- Monica Ferraz
- Os Azeitonas

### Лучший адриатический артист
- Elemental
- MVP
- TBF
- Trash Candy
- Who See

### Лучший венгерский артист
- 30Y
- Funktasztikus
- Odett
- Soerii és Poolek
- Supernem

### Лучший украинский артист
- Alloise
- Champagne Morning
- ДиО.фильмы
- Иван Дорн
- The Hardkiss

### Лучший греческий артист
- Claydee
- Goin' Through
- Melisses
- Nikki Ponte
- Vegas

### Лучший израильский артист
- Dudu Tassa
- Moshe Peretz
- Ninet Tayeb
- Riff Cohen
- The Young Professionals

### Лучший швейцарский артист
- 77 Bombay Street
- DJ Antoine
- Mike Candys
- Remady
- Stress

### Лучший чехословацкий артист
- Ben Cristovao
- Sunshine
- Mandrage
- Celeste Buckingham
- Majk Spirit

### Лучший африканский артист
- Camp Mulla
- D’banj
- Mi Casa
- Sarkodie
- Wizkid

### Лучший арабский артист
- Ahmed Soultan
- K2RHYM
- Karl Wolf
- Qusai
- Sandy

### Лучший индийский артист
- Alobo Naga & The Band
- Bandish Projekt
- Indus Creed
- Menwhopause
- Oliver Sean

### Лучший азиатский артист
- Yuna
- Super Junior
- Han Geng
- Exile
- Jolin Tsai

### Лучший тихоокеанский артист
- 360
- Джин Вигмор
- Gotye
- Kimbra
- The Temper Trap

### Лучший бразильский артист
- Agridoce
- ConeCrewDiretoria
- Emicida
- Restart
- Vanguart

### Лучший латинский артист (север)
- Данна Паола
- Jesse & Joy
- Kinky
- Panda
- Ximena Sariñana

### Лучший латинский артист (центр)
- Ádammo
- Caramelos de Cianuro
- Don Tetto
- Juanes
- Naty Botero

### Лучший латинский артист (юг)
- Axel
- Babasónicos
- Campo
- Miranda!
- Tan Biónica

## Лучший международный артист

### Лучший европейский артист
- 30Y
- Afrojack
- Alloise
- Aurea
- Dima Bilan
- DJ Antoine
- Emis Killa
- Erik & Kriss
- Loreen
- Majk Spirit
- Medina
- Milow
- Monika Brodka
- Ninet Tayeb
- One Direction
- Robin
- Shaka Ponk
- Tim Bendzko
- Vegas
- Vunk
- Who See
- The Zombie Kids

### Лучший индийский/африканский/арабский артист
- Ahmed Soultan
- Alobo Naga & The Band
- D’banj

### Лучший азиатский/океанический артист
- Gotye
- Han Geng

### Лучший латинский артист
- Axel
- Don Tetto
- Panda
- Restart

### Лучший американский артист
- Carly Rae Jepsen
- Chris Brown
- Drake
- Green Day
- Justin Bieber
- Katy Perry
- Linkin Park
- Pink
- Rihanna
- Usher